# Marjan Olyslager
Marjan Olyslager (ur. 12 sierpnia 1964 w Sulzbach) – holenderska lekkoatletka, płotkarka i sprinterka, srebrna medalistka halowych mistrzostw Europy (1988) w biegu na 60 m przez płotki, olimpijka z Seulu (1988).

## Kariera sportowa
W 1981 zdobyła swój pierwszy tytuł mistrzyni kraju. W 1984 roku ustanowiła rekord kraju w biegu na 100 m przez płotki z czasem 13,20 s, ale zabrakło jej 0,02 s do kwalifikacji olimpijskich. Od maja do sierpnia 1985 poprawiła ten rekord 4-krotnie (13,19 s; 13,07 s; 13,03 i ostatecznie 13,01 s). W czerwcu 1988 złamała barierę 13 sekund z czasem 12,93 s i zakwalifikowała się do igrzysk olimpijskich w 1988 (Seul). W tym samym roku zdobyła halowe europejskie srebro w biegu na 60 m przez płotki z czasem 7,92 s, a także Memorial Van Damme w biegu na 100 m przez płotki (12,83 s). Jednak w półfinale olimpijskim trafiła w płotek i z czasem 13,08 s nie awansowała do finału.
Po igrzyskach straciła motywację do rywalizacji. Zimą 1988 wyszła za mąż za Roela Wingbermühle, zaczęła pracować jako analityk systemowy i mniej intensywnie trenowała. W 1989 zdobyła tytuł mistrzyni kraju w biegu na 60 m przez płotki i zajęła 4. miejsce na halowych mistrzostwach Europy oraz 6. na halowych mistrzostwach świata, ustanawiając nowy rekord kraju z czasem 7,89 s. Pod koniec 1989 zakończyła karierę, ale nadal była aktywną trenerką lekkoatletyki.
Na swoim koncie zgromadziła łącznie 14 tytułów mistrzyni Holandii: 6-krotnie 60 m pł., 6-krotnie 100 m pł., bieg na 100 m oraz skok w dal.

## Rekordy życiowe
źródło:

### halowe
- bieg na 60 m: 7,56 s (29 stycznia 1984, Dortmund)
- bieg na 50 m pł.: 6,91 s (24 stycznia 1987, Zwolle) aktualny rekord Holandii
- bieg na 60 m pł.: 7,89 s (5 marca 1989, Budapeszt)
- skok w dal: 6,17 m (21 lutego 1982, Rotterdam)

### stadion
- bieg na 100 m: 11,63 s (9 lipca 1989, Hengelo)
- bieg na 200 m: 23,93 s (23 lipca 1983, Vught)
- bieg na 100 m pł.: 12,77 s (25 czerwca 1989, Villeneuve-d'Ascq)
- skok w dal: 6,17 m (17 lipca 1979, Groningen)